# Too Low for Zero
Too Low for Zero – album Eltona Johna wydany w 1983 r.

## Lista utworów
Wszystkie piosenki napisali Elton John i Bernie Taupin.
1. "Cold as Christmas (In the Middle of the Year)" – 4:19
2. "I’m Still Standing" – 3:02
3. "Too Low for Zero" – 5:46
4. "Religion" – 4:05
5. "I Guess That’s Why They Call it the Blues" (Elton John, Bernie Taupin, Davey Johnstone) – 4:41
6. "Crystal" – 5:05
7. "Kiss the Bride" – 4:22
8. "Whipping Boy" – 3:43
9. "Saint" – 5:17
10. "One More Arrow" – 3:34

## Utwory dodane w 1998 na płycie CD
1. "Earn While You Learn" – 6:46
2. "Dreamboat" – 7:34
3. "The Retreat" – 4:46

| Piosenka                                                    | Nośnik                                                                     |
| ----------------------------------------------------------- | -------------------------------------------------------------------------- |
| "Choc Ice Goes Mental"                                      | I Guess That’s Why They Call It the Blues 7" (UK) / Kiss the Bride 7" (US) |
| "The Retreat"                                               | I Guess That’s Why They Call It the Blues 7" (US)                          |
| "Love So Cold"                                              | I’m Still Standing 7" (US)                                                 |
| "Earn While You Learn"                                      | I’m Still Standing 7" / 12" (UK)                                           |
| "Dreamboat"                                                 | Kiss the Bride 7" (edited version) / 12" (full version) (UK)               |
| "I’m Still Standing (Extended Version)"                     | I’m Still Standing 12 (UK)                                                 |
| "Je Veux De La Tendresse (French Version of "Nobody Wins")" | Cold as Christmas 12" (UK)                                                 |